# Куровиці-Косьцельне
Куровиці-Косьцельне (пол. Kurowice Kościelne) — село в Польщі, у гміні Бруйці Лодзький-Східного повіту Лодзинського воєводства.
Населення — 162 особи (2011).

## Демографія
Демографічна структура станом на 31 березня 2011 року:
|          | Загалом | Допрацездатний вік | Працездатний вік | Постпрацездатний вік |
| -------- | ------- | ------------------ | ---------------- | -------------------- |
| Чоловіки | 88      | 15                 | 60               | 13                   |
| Жінки    | 74      | 13                 | 46               | 15                   |
| Разом    | 162     | 28                 | 106              | 28                   |